# 克爾鎮區 (伊利諾伊州尚佩恩縣)
克爾鎮區（英語：Kerr Township）是位於美國伊利諾伊州尚佩恩縣的一個行政鎮區。

## 地方資料
根據2010年美國人口普查的數據，克爾鎮區的面積為57.60平方千米，當中陸地面積為57.30平方千米，而水域面積為0.30平方千米。當地共有人口162人，而人口密度為每平方千米2.81人。